# Proselitismo
O proselitismo (do latim eclesiástico prosélytus, do grego προσήλυτος) é o intento ou empenho de converter pessoas, ou determinados grupos, a uma determinada ideia ou religião, ou conseguir adeptos via instrução oral. É semelhante à catequese.